# Křížová cesta (Lutová)
Křížová cesta v Lutové na Třeboňsku se nachází v severozápadní části obce na hřbitově u kostela Všech Svatých. Je chráněna jako nemovitá Kulturní památka České republiky.

## Historie

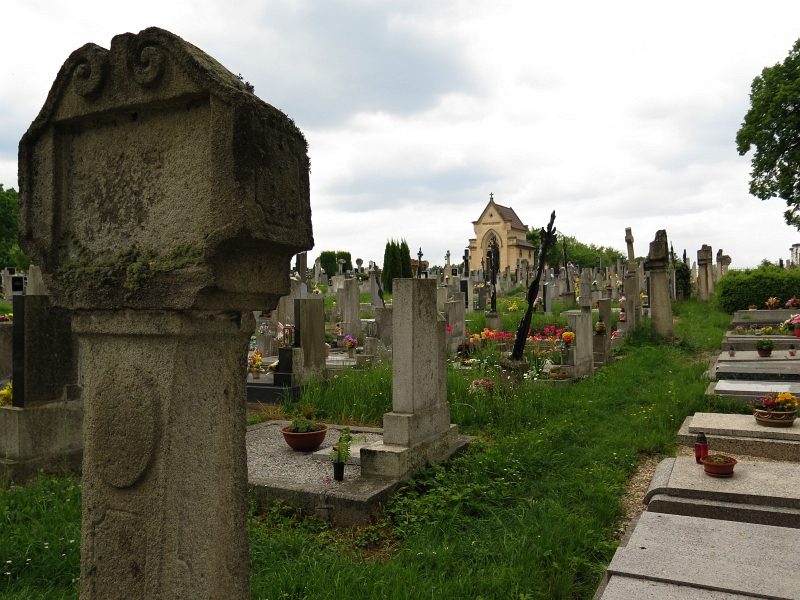
Zastavení křížové cesty v Lutové

Křížová cesta původně vedla z Lutové k poutnímu kostelu Narození Panny Marie severozápadně od obce. Tvořilo ji čtrnáct barokních žulových sloupků z 2. poloviny 18. století. Po zrušení kostela byly sloupky přemístěny na lutovský hřbitov. Dochovaných sloupků je třináct a jsou bez obrázků.

### Kostel narození Panny Marie
Kostel nechal roku 1666 vystavět tehdejší majitel chlumeckého panství Adam Pavel Slavata jako poděkování Panně Marii za záchranu života. Za Josefa II. byl kostel zrušen a stavební materiál byl rozebírán. Odstřel západní stěny kostela se nezdařil a tak zůstala stát.
Tento kostel-zřícenina je významné poutní místo. Římskokatolická farnost Chlum u Třeboně udržuje poutní tradici a jednou ročně se v prostoru před zříceninou scházejí poutníci při mši svaté.